# Federal Emergency Relief Act
Le Federal Emergency Relief Act (en français, Loi fédérale d'assistance d'urgence), que l'on rattache surtout aujourd'hui à la Federal Emergency Relief Administration (FERA) qu'il crée, est le nom d'un Act of Congress semblable à la Reconstruction Finance Corporation (visant à résoudre le problème du chômage) du président Herbert Hoover, qui constitue la première opération d'assistance directe du New Deal de Franklin D. Roosevelt, en 1933. Harry Hopkins, l'un des conseillers les plus proches de Roosevelt, qui prend la direction de l'agence nouvellement instituée. Hopkins est un fervent partisan des mesures d'assistance qui mettent en avant le travail, et pense ainsi que la mission principale du FERA est de faire diminuer le chômage. Dans cette optique, la FERA fournit des aides aux chômeurs ainsi qu'à leurs familles ; au total, le FERA aurait fourni un emploi à quelque 20 millions d'Américains, tout en développant de nombreuses infrastructures publiques dans le pays. 